# Diana Harkuša
Diana Harkuša (in ucraino Діана Гаркуша?; Charkiv, 5 luglio 1994) è una modella ucraina vincitrice di Miss Universo Ucraina 2014 e giunta terza a Miss Universo 2014.